# Aégis
Aégis je třetí album norské kapely Theatre of Tragedy a zároveň poslední ze série jejich alb s gotickým stylingem a texty v archaické angličtině. Album vyšlo u hudebního vydavatelství Massacre Records v srpnu 1998.
Stejně jako u předchozích dvou alb Theatre of Tragedy jsou i zde texty písní napsány převážně v archaické tudorovské angličtině z období Shakespeara, až na výjimku v podobě skladby Venus, jejíž text je v latině. Témata se věnují zejména evropské historii a folklóru: Venus a Poppæa odkazují na starověký Řím, Bacchante a Siren na motivy řecké mytologie, Lorelei připomíná démona Nixe z německých pověstí a skladba Angélique je inspirována středověkou poezií autora Orlanda Furiosa.
Skladba Cassandra byla jediným komerčním singlem, vydaným ještě před uvedením alba v dubnu 1998. Singl vyšel ve zkrácené verzi Cheap Wine Edit, na nosiči ho doprovází b-side Aœde (Edit).

## Seznam skladeb
1. „Cassandra“ – 6:48
2. „Lorelei“ – 5:37
3. „Angélique“ – 5:46
4. „Aœde“ – 6:10
5. „Siren“ – 7:30
6. „Venus“ – 5:33
7. „Poppæa“ – 5:47
8. „Bacchante“ – 6:42

## Obsazení

### Theatre of Tragedy
- Raymond Rohonyi - vokály
- Liv Kristine Espenæs - vokály
- Frank Claussen - kytary
- Tommy Olsson - kytary
- Lorentz Aspen - keyboard
- Eirik T. Saltrø - baskytara
- Hein Frode Hansen - bicí